# Számjelölő rendszerek
Számjelölő rendszerek A szám absztrakt fogalom. Jelölési módja az, ahogyan hivatkozunk rá (például 4, négy, kettő négyzete).

## Számnevek
A számnév a nyelvnek azon része, mely számot, mennyiséget fejez ki, mégpedig vagy határozottat, például egy, kettő, tíz, vagy pedig határozatlant: sok, több, elég, kevés stb. A számnevek jelölése történhet betűvel: például nyolc, vagy történhet számjeggyel: például 8. A közönséges számnevekből vannak képezve a sorszámok, melyek egy sorban jelölik ki valaminek a helyét, például első, második, harmadik, utolsó.
A tízes számrendszer számnevei néhány általános elvet követnek. 1-től 10-ig minden nyelvben önkényesen vannak megadva a számjegyek nevei. Több nyelvben az egyes helyi értékű számok megelőzik a tízeseket, más nyelvben a tízesek előzik meg az egyeseket, esetlegesen kötőszavak (például und a németben) vannak az egyes és tízes számok között. A 10 és 20 közötti számok némely nyelvben logikusak (például a kínaiban „kettő-tíz-három”), más nyelvekben pedig bonyolultabbak (például az angolban a tizenkettő nem utal arra, hogy az egy tízesből és kettőből áll, hasonlóan a magyar tucat szóhoz).

## A számnevek kulturális fejlődése
A számnevek kulturális fejlődésének  több állomása van. Először feltehetően az „egy-kettő-sok” alakult ki. Később a pontos számoláshoz megjelent a testrészeken való számolás. Kezdetben, sok kultúrában csak 3 számnév jelent meg. Erről nyelvemlékeink is tanúskodnak, valamint ma is léteznek kultúrák, melyek csak 3 számnévvel rendelkeznek. Ilyenek az Ausztráliában élő walpirik, valamint a Brazíliában élő pirahák. Ide sorolhatók még a mundurukúk is, a brazíliai őserdőben kb. 7000 főt számláló törzs. Nekik ötig vannak számneveik, de ebből pontosan csak az egyet és a kettőt használják. Ezek a kultúrák remek kutatási terepet biztosítanak a számnevek hiányában megfigyelhető numerikus képességek tanulmányozásához (mundurukúk: Pica, Lemer, Izard és Dehaene, 2004; pirahák: Gordon, 2004).
A testrészeken való számolást még ma is használják a gyerekek, valamint megfigyelhetjük fejlődési diszkalkuliával élő embereknél is. Egyes természeti népeknél ugyancsak megfigyelhető a testrészeken való számolás: a Torres-síkságon, valamint Pápua Új-Guineában az okszapminok illetve a jupnok ma is ezt használják. A jupnoknál a bal kisujj az egyes, a gyűrűsujj a kettes, a jobb kisujj a hatos, a gyűrűsujj a hetes, a bal láb kisujj a tizenegyes, a jobb láb kisujj a tizenhatos, a bal fül a huszonegyes, a bal szem a huszonhármas, a köldök pedig a harmincas. Harmincegytől harmincháromig a bal here, a jobb here, majd pedig a pénisz következnek, ezeket a számokat az illendőség kedvéért a nők nem is mondhatják ki nyilvánosan. A nyelvekben ma is felfedezhetők a testrészek és a számnevek közötti kapcsolatok, mint például a magyarban a húsz ’ember’-t jelent.[forrás?] A testrészeket felhasználó rendszerek némelyikében mutogatni is kell, másban nem.
Az ujjakkal való számolás ennek egy speciális esete, amely mélyen gyökerezik az emberiség történetében. Egy híres történelmi példa a Bede-féle ujjszámolás, amit Venerable Bede hagyott ránk 735-ös  halálát követően. Ez a mű elég meghatározó lehetett az európai kultúrában több száz évig, hiszen Luca Pacioli Summa c. könyve (1494) és 18. századi német munkák is idézik még. A Bede-féle rendszerben az ujjak mozgatása és pozicionálása jelzi a különféle számokat. (Flegg, 1983; Ifrah, 1987)
30 fölötti számokra már nem alkalmas a testrész, egyszerű gyakorlati szempontok miatt. Emiatt jelent meg a csoportosítás rendszere, ezek alapja leggyakrabban a 2-es, 5-ös, 10-es, 20-as rendszerek (ezek a kézre, két kézre és a lábra utalnak). ). A 2-es a legegyszerűbb változat, itt a számnevek a következő logika szerint épülnek föl: egy, kettő, kettő-egy, kettő-kettő, kettő-kettő-egy, kettő-kettő-kettő és így tovább. Erre példa a botswanai bushmanok, akiknél az egy „a”, a kettő „oa”, a három „ua”, a négy „oa-oa”, az öt „ oa-oa-a” és a hat "oa-oa-oa”. Ha közelebbről megnézzük, akkor  látható, hogy a három kissé megtöri a szabályt, hiszen „oa-a”-nak kellene lennie, ehhez képest „ua”, ami egy rendhagyó alak. (Flegg, 1983, Ifrah, 1987)
5-ös alapszámot találhatunk Paraguayban (kéz) – már a majáktól is ezt használták –; a 20-as alapszám a kéz és láb együttes számolásánál alakulhat ki. Az 5-ös rendszer társulhat 10-zel vagy 20-szal. Az 5-10-es rendszerben a következő szisztéma érvényesül: egy, kettő, három, négy, öt, öt-egy, öt-kettő, öt-három, öt-négy, tíz, tíz-egy ... tíz-öt, tíz-öt-egy, tíz-öt-kettő ... kettő-tíz ... Ilyen 5-10-es rendszert használnak a dél-amerikai indiánok: tey, capaya, toazumba, cajezea, teente, teyentetey, texente-cayapa, teyente-toazumba, teyente-cajezea, caya-ente, caya-ente-tey ... toazumba-ente, toazumba-ente-tey, toazumba-ente-cayapa ... cajezea-ente ...  Ha ráközelítünk erre a számsorra észrevehetjük, hogy a 20 az nem kettő-tíz, hanem az ujjakon való számolás maradványaként négy kéz. Illetve egy másik finomság az 5-ös alak (teente) módosulása előtagként (pl.: teyente-tey), ami inkább az artikulációs könnyebbséget szolgálhatja. (Flegg, 1983; Ifrah, 1987)
Az 5-20-as rendszer ehhez képest a következőképpen épül fel: öt, két-öt, három-öt, húsz, húsz és öt, húsz és kettő öt, húsz és három öt, két-húsz, két húsz és öt, két húsz és két öt... Ilyen a Mexikó területén élt aztékok számrendszere, ahol: ce (1), ome (2), yey (3), naui (4), macuilli (5), chica-ce (6), chic-ome (7), chicu-ey (8), chic-naui (9), matlacti (10), matlacti-on-ce (11) ... caxtulli (15), caxtulli-on-ce (16), cem-poualli(20) , cem-poualli-om-matlacti (30), ome-pualli (40), ome-poualli-om-matlacti (50). (Flegg, 1983; Ifrah, 1987) A csoportosítás mellett megjelentek a műveletek: összeadás, kivonás, szorzás, osztás.

## Az írott számjelölő rendszerek fejlődése
A legrégebbi egyiptomi számjelek a számképek voltak: az egy jele a függőleges vonás, a 10-é az alul nyitott patkóalak, a 10 000-é a mutatóujj, a millióé a csodálkozó ember. A babiloniaknál az egyes jele szintén függőleges vonás, a 10-é: <, a százé az egymás mellé illesztett függőleges és vízszintes vonás volt.
A következő fokon a számnevek kezdőbetűit használták a számok jelölésére. Így Indiában, ahol kilenc betűt használtak az egyesekre, kilencet a tízesekre és külön jelet a 10-re és a 100-ra. Ilyen volt a régi görög számírás is, az úgynevezett heridiani számjelek: például a penta szóból az 5 jele P, a dekából a 10 jele a D, a khi jelentette az 1000-et.
Ezután – amely azonban a matematika fejlődése szempontjából inkább visszaesésnek tekinthető, és csakis az írás fejlődése szempontjából mondható magasabb fokúnak – az ábécé betűit használták bizonyos sorrendben a számok jeléül. Ez az eljárás valószínűleg zsidó eredetű, de az is előfordulhat, hogy a görögöktől való, akik az előbbi jelölés mellett már ezt is használták a Kr. e. III. sz. körül. Az izraeliták 21 betűvel jelölték a számokat 1-től 400-ig.
A rómaiak számjelei részben szintén a számnevek kezdőbetűi. A számjelekből magukat a számokat különböző módokon alkották meg. Kezdetben egy az egyhez való megfeleltetést alkalmaztak. Ez alkalmas volt pontos nagy számok reprezentációjára, de ezt vizuálisan nehéz felfogni, mivel 4 fölött a tárgyak pontos kvantifikációja nehéz (lásd szubitizáció).
A sumerok golyókat raktak agyagedényekbe, az inkák pedig zsinórra kötöttek csomókat (kipu). Ezután megjelent a csoportosítás, ez perceptuálisan lényegesen átláthatóbb volt. A sumerok agyagba, a rómaiak fába vésték jeleiket. A jelek egymás mellé (vagy a kínaiaknál egymás alá) illesztésénél a nagyság szerinti sorrend volt az irányadó, és alkalmazták az összeadás, kivonás és szorzás műveletét. A legelső fokon csakis az összeadás művelete szerepelt.

Rovásszámjelek

Az összeadás elve (vagy jel-érték rendszer) megtalálható volt az előző bekezdésben említett római számoknál, az egyiptomiaknál, a suméroknál, valamint a görögöknél és zsidóknál. A magyar számrovás is ezen az elven működik. Ehhez járult a multiplikáció elve különféle alakban. Szíriában a számjel fölé tett ponttal jelölték a tízszerezést, jobbról tett vesszővel az ezerszerezést, a rómaiak a számjel fölé tett vonással az ezerszerezést jelölték. Egyedülálló a rómaiak szubsztrakció-elve, amely abból állt, hogy ha a számjel előtt kisebb értékű számjel állott, az kivonandó volt a nagyobból. A kínaiaknál jelenik meg a szorzás és az összeadás kombinációja, nekik 13 jelük van: 1, 2, 3… 9, valamint a 10, 100, 1000 és a 10 000. Ezek kombinációjából alkotják meg a számokat. Például az 1980-at „1 1000 9 100 8 10”–zel jelölik.
A helyi értékrendszer bevezetésével egyszerűbbé váltak a számítások. Az alapszám hatványaival való szorzást nem a hatvány jelöli külön, hanem a számsorozaton belül elfoglalt hely. Az alapszám az a szám, amelynek hatványai mentén haladunk. Különféle helyiérték-rendszerrel találkozhatunk a történelem során. A babiloniak 60-as alapú számrendszert használtak. Náluk még nem szerepelt a 0, például „28”, „2 8”, „2  8”. Ez nehézzé teszi a felismerést, mivel a „2”, „2 ”, „2  ” mind nagyon hasonlóan néznek ki. Az i. e. 3. században vezetik be a helyfoglalót, amely már lényegesen megkönnyítette a számjegyírást, az előző példánál maradva: 51, 5_1, 5__1.
A számírás mai alakját egy fontos indiai felfedezésnek köszönhetjük: ők vezették be a helypótló 0 jelet, ők már 10-es alapú számrendszert alkalmaztak. A ma ismert legrégebbi emlék, amelyen tízes helyiérték-rendszerben felírt számot láthatunk, egy 595-ben készült hindu tábla. Ez a zérusjel az arabok révén jutott el a 13. században Európába. A pontos számok írásának fejlődésére gazdasági és tudományos indíték volt, de általános elterjedését a könyvnyomtatás feltalálásának köszönheti. A 0 jelnek köszönhetjük, hogy ma minden számot a számjelek egyszerű egymás mellé illesztésével kiírhatunk. Az 1, 2, 3… 9 számjegyek az arab abudsed első betűiből fejlődtek ki mai alakjukba. A jegyek alakja természetesen többféle átalakulás után lett a maivá.

## A számjelölések tipológiája
A numerikus rendszerek fejlődése során két fő lehetőség adódott a számok jelölésére: az egyik az egy az egynek való megfeleltetés, a másik pedig a független szimbólumok használata. Előbbit unáris számrendszernek nevezzük, itt egy adott jelet ismételünk annyiszor, amekkora mennyiséget ki szeretnénk fejezni. Erre példa az írott számjelölő rendszerek fejlődésénél említett agyagedényekbe golyókat helyező sumérok vagy vonalak húzása különböző anyagokba (agyag, fa). Ennek a jelölési módnak az agyunk vizuális feldolgozó kapacitása szab határt. Ugyanis a látórendszerünk képtelen a négynél több hasonló tárgy gyors megszámlálására. Az első három-négy tárgy esetében minden egyes új hozzáadása 60-80 ezredmásodpercet jelent, míg négy fölött 200-300 msec reakcióidő növekedést tapasztalhatunk minden egyes újabb hozzáadott tárgynál (lásd szubitizáció, Mandler és Shebo, 1982, idézi Dehaene, 2003). Ez tehát öt vagy annál több tárgynál erőteljesen lelassítaná a számok kezelését. A független szimbólumoknál minden egyes mennyiségre sajátos, egyedi jelölést alkotunk. Ez egy bizonyos szint fölött az emlékezeti kapacitásunkat teszi próbára, túl sok jelet kellene tárolnunk.
Több modell is létrejött a számjelölési rendszerek tipologizálására. Ezek mindegyike igyekszik egy átlátható és logikus keretbe foglalni a különböző kultúrák által megalkotott számjelöléseket.  Az első átfogó modellt Zhang és Norman (1995) dolgozták ki. Ők az absztrakt számokat a dimenzionalitás és a reprezentáció módja alapján csoportosították. Megkülönböztettek 1 (pl.: testrészek, fába vésett rovások), 1*1 (alap és hatvány, pl.: hindu-arab) és (1*1)*1 (pl.: maja) dimenziókat illetve mennyiség (pl.: számjegyek ismételgetése), alak (pl.: számjegyek) és hely (pl.: helyi érték) reprezentációkat. A modell előnyei közé tartozik, hogy ez az úttörő a tipológiák sorában, magában foglalja a legegyszerűbb számjelöléseket is (pl.: fába vésett rovások) és kiemelendő a mennyiség, az alak és a hely szerinti csoportosítása is.
Chrisomalis (2004) intra- és interexponenciális struktúrája kihívója a Zhang és Norman (1995) modellnek. Az intra a hatványon belüli számok kezelésére vonatkozik, míg az inter magukkal a hatványokkal való bánásmódra utal. A hatványon belül összeadhatjuk a számokat (kumulatív), a tömörség kedvéért külön szimbólumokkal jelölhetjük őket (rövidítő kódolt, ciphered) illetve szorozhatjuk (multiplikatív). A hatványokat összeadhatjuk (additív) vagy a pozíció alapján is elhelyezhetjük (pozicionális).  Chrisomalis modellje így egy 3*2-es mátrixot hoz létre, melyben az egyik kereszteződés, a multiplikatív-pozicionális logikailag kizárt.
A többi metszet mindegyikébe besorolhatunk az emberi kultúra fejlődése során létrejött számjelölő rendszereket. A hieroglif egyiptomi kumulatív-additív, az alfabetikus ión görög rövidítő kódolt-additív, míg a magyar számnevek multiplikatívak-additívak. Ha például azt mondjuk, hogy 523, akkor ezt azt jelenti, hogy a hatványokon belül szorzunk, majd ezeket a szorzatokat összeadva kapjuk meg a szám által reprezentált mennyiséget (5*100+2*10+3*1). A babilonit és a maját a kumulatív-pozicionálisba kategorizálta Chrisomalis. Előbbire 60 fölött meg is állja a helyét ez a besorolás, de ez alatt 10-es alapú jelérték-rendszer a babiloni számírás. A majánál ez hasonlóképpen van, csak az alapszám változik – 60 helyett 20 – és ez alatt használ jelértéket, felette pedig helyi értéket. A klasszikus hindu-arab számírás a rövidítő kódolt-pozicionális kategória „mintapéldánya”.
Dehaene alkotott még egy érdekes elméletet (2003) a számjelölő típusok fejlődéséről, azonban ezt az előző részben már tárgyaltuk.

## A számjelölő rendszerek alapszabályai
Két szabályszerűség létezik. Az egyik szerint a nagyobb csoportok irányából haladunk a kisebbek felé. A helyi érték rendszernél ez nyilvánvaló alap, itt nem cserélgethetjük szabadon a számjegyeket anélkül, hogy ne változna meg az általuk kódolt mennyiség. Ezzel szemben a szorzat és jelérték alapú rendszereknél a szám a sorrend megtartása nélkül is azonosítható (pl.: ötvenkettő vs. kettőötven vagy a római számoknál VIII vs. IIIV). A másik azt állítja, hogy egy értéket több jel is azonosíthat, míg ez fordítva nem igaz (egy jel nem vonatkozhat több értékre). Például a magyarban a kettő és a két szavunk egyaránt a 2 számot jelöli. Azonban nem létezik olyan számnév, amely több értéket is felvehet. (Ez nem jelenti azt, hogy egy szám nem hordozhat más jelentést az általa jelölt mennyiségen kívül, pl.: a hét jelöli egyrészt a számot, másrészt pedig a hét napjait is.) Az érdekes ezekben a szabályokban az, hogy mivel minden számjelölő rendszerre vonatkoznak – olyanokra, amelyek nem használnak számneveket és a számneveket alkalmazókra is – így gyökerüket nem a nyelvi rendszerben kell keresnünk, annál is inkább, mivel a nyelvben gyakran előfordul, hogy egy szó több különböző jelentést is hordozhat.